# 庄司七瀬
庄司 七瀬（しょうじ ななせ、1989年 - ）は、日本の元新体操選手。山形県山形市出身で、現在は山形市役所に勤務する公務員である。
ピボットを得意とし、スピードと力強さが持ち味の選手である。身長は153cmと小柄である。2005年から2007年の全国高等学校総合体育大会新体操女子総合の部において3連覇を果たした。

## 経歴
山形RG、山形県立山形北高等学校、東京女子体育大学出身。5歳より山形RGで石田美恵代表の下で新体操を始めた。山形市立第三中学校に在籍していた2004年に全国中学校新体操選手権大会で女子個人2位に入る。
2005年8月12日、千葉インターハイで初優勝。11月7日に行われた全日本新体操選手権大会では4位に入り、GYMmediaは「今年からシニアになったばかりであり、ジュニア選手にとっても良いきっかけとなるに違いない」と報じた。2006年5月19日に開幕した全日本新体操ユースチャンピオンシップでは得意のピボットを披露するも2位となり、「納得のいく演技ができなかった」と語った。8月7日、大阪インターハイで2位に大差を付けて優勝、松永里絵子以来9年ぶりとなる連覇を果たした。特に女子最終演技となったボールでは、出場者48人の中で唯一の14点台をマークし、会場をどよめかせた。7月9日のアジア大会代表決定戦から1か月弱という短期間に演技を再構成してつかんだ連覇であった。
2007年3月26日の全国高校新体操選抜大会で優勝を飾るも、5月6日の日本代表決定競技会ではクラブ、リボンでミスが出て13位に終わった。その後復調し、5月18日からの全日本新体操ユースチャンピオンシップでは4位入賞、6月1日の高校総体山形県大会において大会初の3連覇を達成し、8月4日には佐賀インターハイにおいて女子個人総合優勝を決め、麓久美子以来31年ぶりとなる史上2人目の3連覇を成し遂げた。この時、庄司は結果よりも内容にこだわって試合に臨み、「3連覇はたまたまです。今日は最後の総体なので、ノーミスで演技をしたかった。」と語った。その後、2009年に三重県伊勢市で開かれる世界新体操選手権への出場意欲を示し、オリンピック選手を多数輩出してきた東京女子体育大学への進学を決めた。
2008年3月16日に秋田県立武道館で開かれた秋田新体操クラブ発表会に特別出演し、ロープとフープの演技を披露した。9月、インカレにて2位に入賞する。2009年5月6日、世界新体操選手権第2次選考会で4位に入り、台湾で行われるワールドゲームズ代表に決まった。8月に栃木県小山市の市制施行55周年記念として開催されたインカレでは、女子個人総合で日高舞に次ぐ2位、個人種目別リボンでは優勝した。9月2日、日本体操協会はカザフスタンで開かれるアジア新体操選手権大会代表に庄司ら4人を選んだ。同大会でロープ 5位、リボン 7位に入賞した。2010年は庄司にとって厳しい年となり、試合中、例年にないような大きなミスが目立った。
東京女子体育大学新体操競技部では毎年山形で合宿を行っているが、2011年は東日本大震災の影響で中止されそうであったが、山形県体操協会の申し入れで実施させることになった。庄司も参加し、「東北からたくさんの人が見に来てくれると聞いているので、被災者に元気が伝わるような演技をしたい」とコメントした。
2011年 9月、山形市職員の特別選考枠で採用が決定した。2012年4月2日の辞令交付式では、毎日新聞の取材に対し、「これまでは山形市に支えられる立場だった。恩返しをしたい」と答えた。

## 主な成績

### 国際大会
- 2005年（平成17年）
  - 9月3日〜9月4日 - 2005バルナ国際競技会（ブルガリア・ヴァルナ） シニア個人 5位[24]
- 2006年（平成18年）
  - 6月24日 - 2006イルクーツク国際（ロシア・イルクーツク） 個人総合 16位[25]
- 2009年（平成21年）
  - 7月17日〜7月18日 - ワールドゲームズ2009（台湾・高雄市） フープ 16位、ロープ・リボン 18位、ホール 23位[20]
  - 10月15日〜10月18日 - 第4回アジア新体操選手権大会（カザフスタン・アスタナ） ロープ 5位、リボン 7位[20]

### 日本国内大会
- 2003年（平成15年）
  - 8月25日 - 第34回全国中学校新体操選手権大会 個人 総合 5位、ロープ 4位、リボン 6位[26]
- 2004年（平成16年）
  - 8月22日 - 第35回全国中学校新体操選手権大会（石岡市運動公園体育館） 女子個人総合 2位[7]
  - 11月6日〜11月7日 - 第57回全日本新体操選手権大会（代々木第一体育館） 女子個人 総合 9位[26]、リボン 8位
- 2005年（平成17年）
  - 5月15日 - 第3回全日本新体操ユースチャンピオンシップ（代々木第一体育館） 優勝[27]
  - 8月12日 - 千葉インターハイ新体操（千葉ポートアリーナ） 女子個人 総合・ロープ・リボン 優勝[28][29]
  - 8月19日〜8月21日 - 第14回全日本新体操クラブ選手権大会（東京体育館） シニア個人総合 3位
  - 11月4日〜11月5日 - 第58回全日本新体操選手権大会（兵庫県立総合体育館） 女子個人総合 4位[30]
- 2006年（平成18年）
  - 3月26日 - 第21回全国高校新体操選抜大会（富山市総合体育館） 女子個人 総合・ロープ・ボール 優勝[31][32]、リボン 2位[32]
  - 5月19日〜5月21日 - SASAKI CUP 第4回全日本新体操ユースチャンピオンシップ（代々木第一体育館） 決勝 2位[33]
  - 7月9日 - 第15回アジア競技大会日本代表決定競技会（代々木第二体育館） 個人 11位[3][34]
  - 8月7日 - 大阪インターハイ新体操（八尾市立総合体育館） 女子個人総合 優勝[3][35]
  - 8月22日〜8月24日 - 第15回全日本新体操クラブ選手権大会（東京体育館） シニア個人総合 4位[36]
- 2007年（平成19年）
  - 3月26日 - 第22回全国高校新体操選抜大会（ビーコンプラザ） 女子個人 総合・ロープ・ボール 優勝[37]
  - 5月5日〜5月6日 - 第28回世界新体操選手権大会日本代表決定競技会（代々木第二体育館） 個人 13位[10]
  - 5月18日〜5月20日 - SASAKI CUP 第5回全日本新体操ユースチャンピオンシップ（千葉ポートアリーナ） 決勝 4位[38]
  - 8月4日 - 佐賀インターハイ新体操（佐賀県総合体育館） 女子個人総合・ロープ 優勝、フープ 2位[11]
- 2008年（平成20年）
  - 9月5日〜9月7日 - 第60回全日本学生新体操選手権大会（海老名市総合運動公園総合体育館） 女子個人 総合 2位[14]、ロープ・フープ 2位、リボン 3位、クラブ 4位[39]
  - 12月5日〜12月7日 - 第61回全日本新体操選手権大会（千葉ポートアリーナ） 女子個人 総合 5位[40]、ロープ 4位、フープ 6位、クラブ 7位[41]
- 2009年（平成21年）
  - 5月5日〜5月6日 - 第29回世界新体操選手権大会第2次選考会（代々木第一体育館） 個人 4位[42]
  - 8月15日〜8月17日 - 第61回全日本学生新体操選手権大会（栃木県南体育館） 女子個人 総合 2位[17]、リボン 優勝、フープ 4位、ボール 5位、ロープ 6位[18]
- 2010年（平成22年）
  - 4月25日 - 第30回世界新体操選手権大会日本代表選考会（代々木第一体育館） 個人 10位[43]
  - 5月22日〜5月23日 - 第43回東日本学生新体操選手権大会（栃木県立県南体育館） 個人 3位[44]
- 2011年（平成23年）
  - 4月9日〜4月10日 - 第31回世界新体操選手権大会日本代表選考会（代々木第一体育館） 個人 8位[45]
  - 5月20日〜5月22日 - 第44回東日本学生新体操選手権大会（栃木県立県南体育館） 個人 クラブ 4位、フープ 9位、総合 10位[46]
  - 8月4日〜8月6日 - 第61回全日本学生新体操選手権大会（栃木県南体育館） 女子個人 総合 10位[47]、フープ 4位[48]

## 主な受賞歴
- 2005年（平成17年）
  - 3月19日 - 第1回新体操ジュニア芸術競技会大賞[49]
- 2008年（平成20年）
  - 1月28日 - 第51回山新3P賞（プログレス）[50]
  - 5月23日 - 平成20年度財団法人山形市体育協会敢闘賞[51]